# Герб Каштелу-де-Пайви
Ге́рб Каште́лу-де-Па́йви — офіційний символ містечка Каштелу-де-Пайва, Португалія. Використовується як територіальний герб. У срібному щиті чорна балка із золотою вежею, що має червоні вікна та браму. Обабіч вежі два золоті виноградні грона із золотим листям. По боках кожного грона — два золоті розкриті гранати з червоними зернинами. Верхня частина щита перетята двома синіми хвилястими смугами; такими ж смугами перетята нижня частина. Щит увінчує срібна мурована містечкова корона з чотирма вежами.  Під щитом біла стрічка, на якій великими літерами напис португальською: «concelho de Castelo de Paiva» (рада Каштелу-де-Пайви).  Офіційно затверджений 13 лютого 1985 року.  

## Галерея

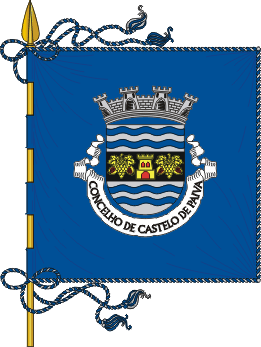
Прапор